# 三神泉
三神 泉（みかみ いずみ、1955年（昭和30年）3月9日 - ）は、日本の技術者。工学博士。すばる望遠鏡の研究段階である1988年から完成の2001年まで、13年以上をすばる望遠鏡の開発・建造に従事する。当時世界最大でだった有効口径8.2m主鏡の支持システムにおける261本の主鏡支持アクチュエータ駆動、副鏡駆動、望遠鏡構造駆動の制御系の干渉を避けるための制御アルゴリズム開発、接地境界層における風や内部発熱によるゆらぎを軽減するための楕円中型ドームの開発、熱変形を最小化する主鏡教材の最適配置アルゴリズム開発、主鏡蒸着装置のprwetting技術の開発等が技術的な貢献領域である。その他、1996年にハワイ島、マウナケア山頂で発生したドーム建造中の火災事故後の復旧においては、現地に駐在し、復旧工事と現地での訴訟対策の指揮を執る。当プロジェクトの最後のプロジェクトマネージャとして、完成後もハワイ島において望遠鏡の保守運用を行う体制を敷き、円滑な望遠鏡の引き渡しの道筋を構築した。

## 人物
すばる望遠鏡以外に開発に関わったものとして、西はりま天文台2ｍ望遠鏡「なゆた」、ひので衛星搭載0.5ｍ太陽観測宇宙望遠鏡「SOLAR-B」、阪大レーザー核融合実験システム「FIRE-X」、宇宙太陽光発電システム等があげられる。
計測自動制御学会会員。趣味は料理とトランペット演奏。

## 略歴
- 1955年3月9日　宮城県遠田郡美里町に生まれる
- 1971年3月  美里町立小牛田中学校卒業
- 1974年3月　宮城県古川高等学校卒業
- 1978年3月　東北大学工学部機械工学第2学科卒業
- 1978年4月　三菱電機株式会社入社（通信機製作所）
- 1994年4月　通信機製作所　衛星通信部　望遠鏡推進グループマネージャー
- 1997年4月　通信機製作所　衛星通信部　すばる望遠鏡プロジェクト部長
- 2001年4月　通信機製作所　宇宙通信システム部次長
- 2003年4月　通信機製作所　通信情報技術部長
- 2005年4月　通信機製作所　通信情報コンポーネント製造部長
- 2006年3月　京都大学博士（工学）
- 2008年4月　通信機製作所　副所長
- 2009年4月　電子システム事業本部　技師長
- 2010年6月　大洋無線株式会社　代表取締役社長
- 2016年6月　一般財団法人衛星測位利用推進センター　専務理事

## 表彰
- 2000年　全国発明表彰恩賜発明賞　「望遠鏡の鏡支持システム」
- 2008年　計測自動制御学会　技術賞　「すばる望遠鏡の完成」
- 2008年　すばる望遠鏡の「大型光学望遠鏡の鏡支持システムの開発」により紫綬褒章[2]
- 2008年　秋の園遊会